# Pacôme Dadiet

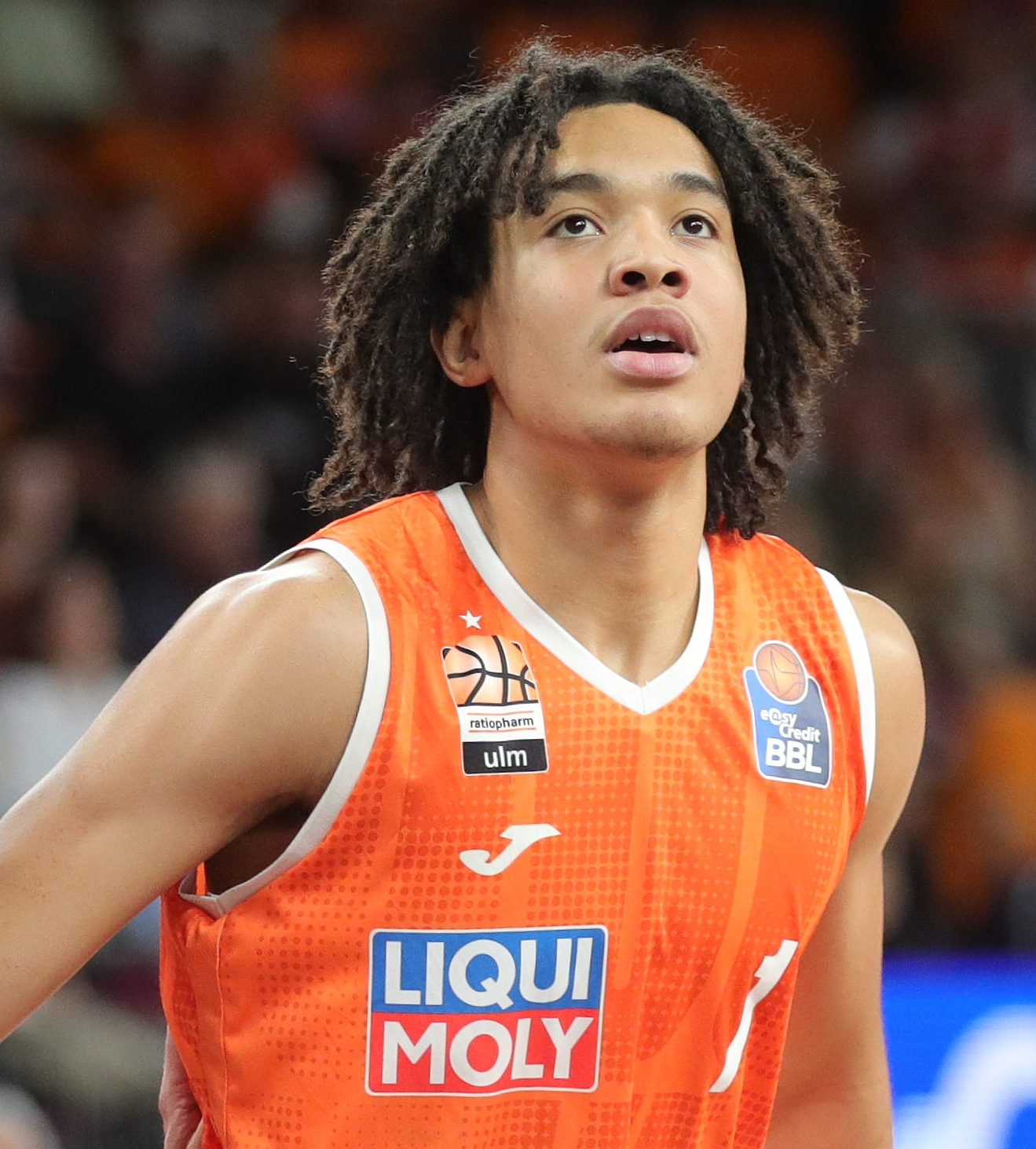
Pacôme Dadiet, 2023.

Pacôme Djenon Dadiet, född 27 juli 2005 i Aubagne, är en fransk professionell basketspelare (SF/SG) som spelar för New York Knicks i National Basketball Association (NBA).
Han har tidigare spelat som proffs i Frankrike och Tyskland.
Dadiet draftades av New York Knicks i första rundan i 2024 års draft som 25:e spelare totalt.